# Pasma Meesa
Pasma Meesa (pasma Aldricha-Meesa, ang. Mees’ lines lub Aldrich-Mees’ lines) – białe pasma w obrębie płytki paznokciowej palców dłoni i stóp. Ich występowanie może wiązać się z zatruciem arsenem lub talem, niewydolnością serca, pelagrą, niewydolnością nerek, niedokrwistością sierpowatokrwinkową. Przesuwają się bliżej końca płytki paznokciowej w miarę jego wzrostu. Opisał je holenderski lekarz R.A. Mees w 1914, przed nim tę samą nieprawidłowość opisali Anglik E.S. Reynolds w 1901 i Amerykanin C.J. Aldrich w 1904.